# Donato Maria Dell’Olio
Donato Maria Dell’Olio (ur. 27 grudnia 1847 w Bisceglie, zm. 18 stycznia 1902 w Benewencie) – włoski duchowny katolicki, arcybiskup Benewentu, kardynał.

## Życiorys
W latach 1856–1871 kształcił się w seminarium w rodzinnym mieście. Święcenia kapłańskie przyjął 23 grudnia 1871. Kontynuował naukę na Pontyfikalnym Ateneum św. Tomasza z Akwinu. Jednym z jego profesorów był przyszły kardynał Tommaso Zigliara. Od 1876 był rektorem rodzinnego seminarium gdzie wykładał również filozofię. W 1882 ufundował Instytut „Giovanni Bosco”.
14 grudnia 1891 otrzymał nominację na arcybiskupa Rossano. Konsekrowany 20 grudnia w Rzymie przez kardynała Raffaele Monaco La Valletta. 5 lutego 1898 przeniesiony na metropolię Benewentu. W marcu tego samego roku otrzymał tytuł Asystenta Tronu Papieskiego. Udzielił sakramentu bierzmowania dla Francesca Forgione, w przyszłości świętego, który znany jest jako św. Ojciec Pio. Na konsystorzu z 15 kwietnia 1901 kreowany kardynałem prezbiterem. Zmarł w wieku 54 lat niecały rok po nominacji kardynalskiej.